# Polyrhachis nigrita
Polyrhachis nigrita är en myrart som beskrevs av Mayr 1895. Polyrhachis nigrita ingår i släktet Polyrhachis och familjen myror. Inga underarter finns listade i Catalogue of Life.